# Vallis Inghirami
Vallis Inghirami - dolina księżycowa o długości 148 km, której środek ma współrzędne selenograficzne ☾ 43,8°S 72,2°W/-43,800000 -72,200000. Nazwa doliny pochodzi od włoskiego astronoma Giovanniego Inghirami (1779-1851).